# 19e parallèle nord
Pour les articles homonymes, voir 19e parallèle.
En géographie, le 19e parallèle nord est le parallèle joignant les points de la surface de la Terre dont la latitude est égale à 19° nord.

## Géographie

### Dimensions
Dans le système géodésique WGS 84, au niveau de 19° de latitude nord, un degré de longitude équivaut à 105,292 km ; la longueur totale du parallèle est donc de 37 905 km, soit environ  94,6% de celle de l'équateur. Il en est distant de 2 102 km et du pôle Nord de 7 900 km,.
Comme tous les autres parallèles à part l'équateur, le 19e parallèle nord n'est pas un grand cercle et n'est donc pas la plus courte distance entre deux points, même situés à la même latitude. Par exemple, en suivant le parallèle, la distance parcourue entre deux points de longitude opposée est 18 953 km ; en suivant un grand cercle (qui passe alors par le pôle nord), elle n'est que de 15 800 km.

### Durée du jour
À cette latitude, le soleil est visible pendant 13 heures et 17 minutes au solstice d'été, et 10 heures et 59 minutes au solstice d'hiver.

### Régions traversées

#### Pays traversés
- États-Unis ( Hawaï)
- Mexique
- Haïti
- République dominicaine
- Mauritanie
- Mali
- Algérie (sur 20 km, environ)
- Mali
- Niger
- Tchad
- Soudan
- [[Arabie saoudite|Arabie Saoudite]]
- Oman
- Inde
- Myanmar
- Thaïlande
- Laos
- Vietnam (sur 5 km)
- Laos (sur 2 km)
- Vietnam
- Chine (île de Hainan)
- Philippines (îles Babuyan)